# Lords of the Fallen
Lords of the Fallen – komputerowa fabularna gra akcji, stworzona w kooperacji przez studia CI Games i Deck13 Interactive. Premiera gry miała miejsce 28 października 2014.
Gra wydana została na platformy Microsoft Windows, PlayStation 4, Xbox One. Stylem rozgrywki nawiązuje do gry Dark Souls.